# Rattus niobe
Rattus niobe is een rat uit de familie Muridae.

## Kenmerken
De kop-romplengte bedraagt 98 tot 150 mm, de staartlengte 92 tot 157 mm, de achtervoetlengte 24,5 tot 32 mm en de oorlengte 30 tot 35,8 mm. Deze soort heeft een zachte, donkerbruine rugvacht die ongeveer 14 mm lang is. De oren zijn donkerbruin van kleur. De buikvacht is donker grijsbruin. De buikharen zijn ongeveer 7 mm lang. De staart is donkerbruin. De staartharen zijn zeer kort en fijn. De voeten zijn bedekt met een mengsel van zilverachtige en bruine haren. Deze soort heeft smallere kiezen dan de verwante R. arrogans.

## Verspreiding
Deze soort komt voor in de centrale en oostelijke bergen van Nieuw-Guinea, op 762 tot 4000 m hoogte. Daar leeft hij in bossen op grote hoogte en in alpenweiden. Ze zijn vrij algemeen. Het dier maakt U-vormige holen met twee ingangen.

## Verwantschap
Deze soort is sympatrisch gevangen met Rattus verecundus mollis, Rattus vandeuseni, Rattus steini hageni, Rattus novaeguineae, Rattus mordax mordax, Rattus giluwensis en Rattus exulans. De soort is ook wel in het aparte geslacht Stenomys geplaatst. Rattus arrogans en Rattus pococki zijn eerder als ondersoorten van R. niobe beschouwd.

## Synoniemen
Deze soort heeft de volgende synoniemen:
- Stenomys rufulus Thomas, 1922
- Stenomys niobe stevensi Rümmler, 1935